# Галтунг, Йохан
Йохан Винсент Галтунг (норв. Johan Galtung; 24 октября 1930, Осло — 17 февраля 2024, Берум, Акерсхус) — норвежский социолог и главный основатель дисциплины изучения мира и конфликтов.
Он был главным основателем Института исследований мира в Осло (PRIO) в 1959 году и являлся его первым директором до 1970 года. Он также сформировал журнал исследований мира в 1964 году. В 1969 году он был назначен на первую в мире кафедру изучения мира и конфликтов в университете Осло. Он ушёл в отставку в 1977 году и с тех пор занимал должность профессора в нескольких других университетах; с 1993 по 2000 год он преподавал как заслуженный профессор исследований мира в Гавайском университете.
Галтунг был важнейшим представителем новых левых с 1950-х годов. Он известен своими вкладами в социологию в 1950-х, политологию в 1960-х, экономику и историю в 1970-х, а также макроисторию, антропологию и теологию в 1980-х. Галтунг придумал термин «исследование мира» («peace research»). Он разработал несколько авторитетных теорий, таких как различие между позитивным и негативным миром, теорию структурного насилия, теории о конфликте и разрешении конфликтов, концепция миростроительства, структурная теория империализма и теория Соединённых Штатов как республики и империи одновременно. Он часто критиковал западные страны в их отношении к глобальному югу. В 1987 году он был удостоен награды «Правильный образ жизни» за «систематическое и междисциплинарное изучение условий, которые могут привести к миру», а также получил множество других наград и похвал.

## Биография

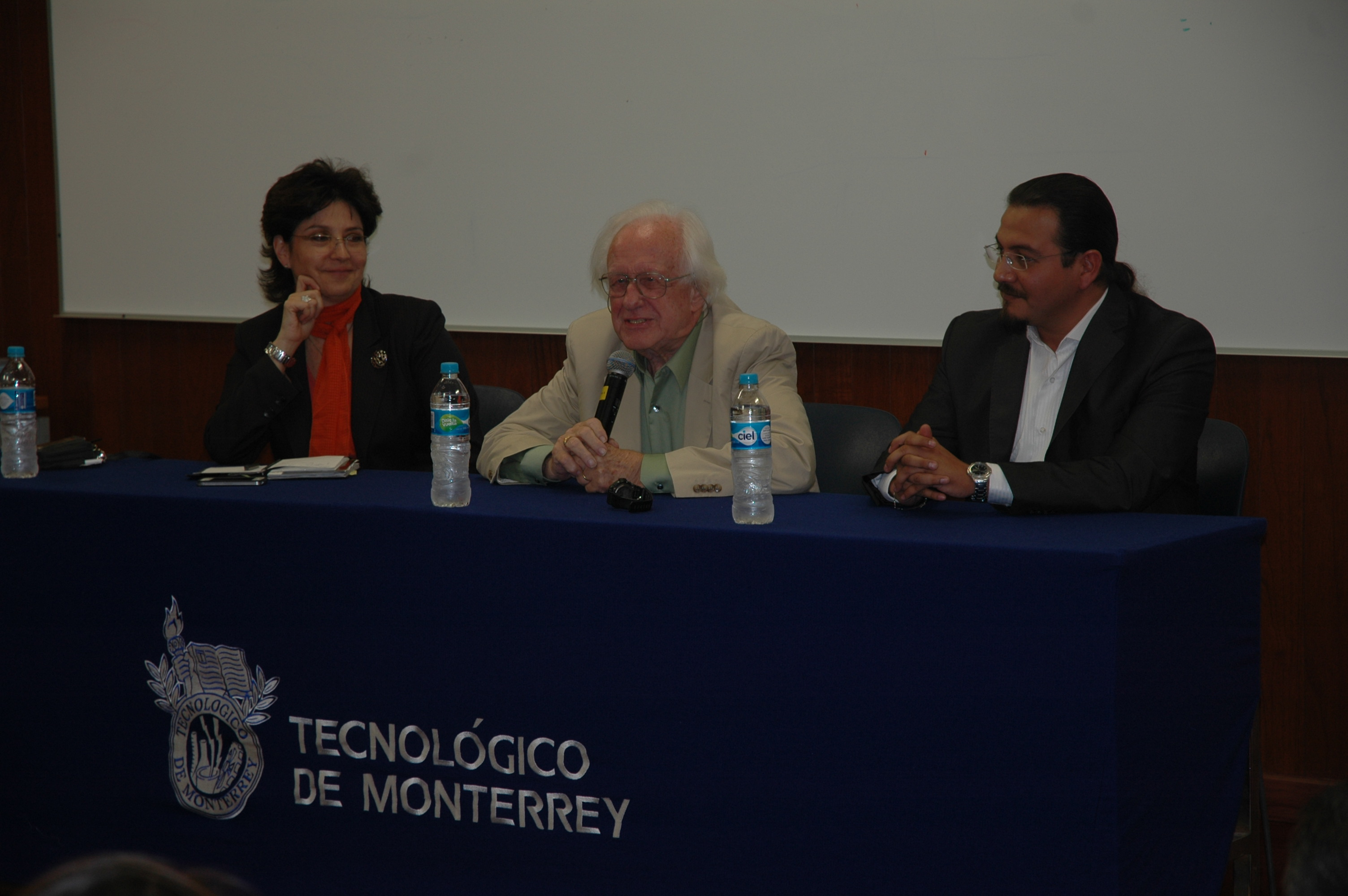
Галтунг выступает в Институте технологии и высшего образования Монтеррея, Мехико.

Галтунг родился в Осло. Отец Галтунга и дед по отцовской линии были врачами. Фамилия Галтунг происходит из Хордаланна, где родился его дед. Его мать, Хельга Холмбое, родилась в центральной Норвегии, в Трёнделаге, а его отец родился в Эстфолле, на юге. Галтунг был женат дважды, и у него двое детей от его первой жены Ингрид Эйде — Харальд Галтунг и Андреас Галтунг — и двое от его второй жены Фумико Нисимуры — Ирен Галтунг и Фредрика Галтунга.
Он получил степень реального кандидата по математике в университете Осло в 1956 году. Галтунг получил первую из тринадцати почетных докторских степеней в 1975 году.
Галтунг пережил Вторую мировую войну в оккупированной немцами Норвегии, и в 12-летнем возрасте увидел, как его отец был арестован нацистами. К 1951 году он уже был убежденным пацифистом и избрал 18 месяцев социальной службы вместо обязательной военной службы. Через 12 месяцев Галтунг настоял на том, чтобы остаток его службы был потрачен на деятельность, связанную с миром, на что норвежские власти отправили его в тюрьму, где он отсидел шесть месяцев.
После получения степени магистра Галтунг преподавал в Колумбийском университете в Нью-Йорке течение пяти семестров в качестве доцента на кафедре социологии. 
В 1959 году Галтунг вернулся в Осло, где основал «Институт исследований мира в Осло» (PRIO). Он работал директором института до 1969 года и при нём институт превратился из отдела Норвежского института социальных исследований в независимый исследовательский институт при содействии фонда Министерства образования Норвегии.
В 1964 году Галтунг возглавил PRIO, создав первый научный журнал, посвящённый изучению мира: журнал исследований мира. В том же году он оказал помощь в создании Международной ассоциации исследований мира.
Затем он занимал должность генерального директора Международного университетского центра в Дубровнике, а также помог основать Всемирную федерацию будущих исследований и был её президентом. Он также занимал различные должности в других университетах, включая Сантьяго, Чили, Университет Организации Объединённых Наций в Женеве, а также в Колумбии, Принстоне и Гавайском университете. Он работал в стольких университетах, что «вероятно, обучил больше студентов в большем количестве кампусов по всему миру, чем любой другой современный социолог».
Галтунг — плодовитый исследователь, внесший вклад во многие области социологии. Он опубликовал более 1000 статей и более 100 книг. Он является членом Норвежской академии наук и литературы.
В 1993 году он стал соучредителем организации «Транскенд: сеть по развитию мира», занимающейся трансформацией конфликта мирными средствами. Существует четыре традиционных, но неудовлетворительных способа разрешения конфликтов между двумя сторонами:
1. А выигрывает, Б проигрывает;
2. B выигрывает, A проигрывает;
3. решение откладывается, потому что ни А, ни В не чувствуют себя готовыми положить конец конфликту;
4. достигнут запутанный компромисс, который ни А, ни Б не устраивает.

Галтунг пытается порвать с этими четырьмя неудовлетворительными способами урегулирования конфликта, находя «пятый путь», где и А, и В чувствуют, что они выигрывают, когда оба не ожидают ничего, кроме мира. Этот метод также настаивает на том, чтобы основные потребности человека — такие как выживание, физическое благополучие, свобода и идентичность — соблюдались.
Галтунг занимал несколько значительных должностей в международных исследовательских советах и был советником нескольких международных организаций. С 2004 года он является членом Консультативного совета комитета по демократизации ООН.

## Основные идеи
Галтунг впервые осмыслил миростроительство, призвав создать системы, которые обеспечат устойчивый мир. Структуры миростроительства должны были устранить коренные причины конфликтов и поддержать местный потенциал по управлению миром и урегулированию конфликтов.
Он также написал много эмпирических и теоретических статей, чаще всего касающихся проблем мира и исследований конфликтов.
Он выступает как один из авторов влиятельного отчёта о новостных ценностях, которые являются факторами, определяющими, какие материалы освещаются в новостях. Галтунг также создал концепцию мирной журналистики, которая оказывает все большее влияние на коммуникации и исследования СМИ.
Галтунг тесно связан со следующими концепциями:
- Структурное насилие — широко определяемое как систематические способы, которыми режим мешает индивидам полностью реализовывать свой потенциал. Институционализированный расизм и сексизм являются примерами этого.
- Отрицательный против положительного мира — популяризировал концепцию, что мир может быть чем-то большим, чем просто отсутствие явного насильственного конфликта (негативный мир), и, вероятно, будет включать в себя ряд отношений вплоть до состояния, когда нации (или любые конфликтующие группировки) могут иметь отношения сотрудничества и поддержки (позитивный мир). Хотя он не цитировал их, эти термины, по сути, были ранее определены и обсуждены в 1907 году Джейн Аддамс Архивная копия от 6 августа 2017 на Wayback Machine и в 1963 году Мартином Лютером Кингом-младшим.
- Конфликтный треугольник.

Он также проявил себя в публичных дебатах, касающихся, среди прочего, менее развитых стран, вопросов обороны и норвежских дебатов в ЕС. 

### США как республика и империя
Для Йохана Галтунга США — это одновременно республика и империя, и он считал это различие весьма актуальным. США, с одной стороны, любят за свои республиканские качества, а с другой — ненавидят за их предполагаемую военную агрессию. Республиканские качества включают в себя трудовую этику и динамизм, продуктивность и креативность, идею свободы или свободы и дух новаторства. С другой стороны, военные и политические манипуляции США осуждаются за их агрессивность, высокомерие, насилие, лицемерие и самодовольство, а также за невежество американской общественности в отношении других культур и крайний материализм.
В 1973 году Галтунг раскритиковал «структурный фашизм» США и других стран запада, которые ведут войну за безопасность материалов и рынков, заявив: «Такая экономическая система называется капитализмом, а когда она распространяется таким образом в другие страны, она называется империализмом» и похвалил Фиделя Кастро за то, что он «освободился от железной хватки империализма». Галтунг заявил, что США являются «страной-убийцей», виновной в «неофашистском государственном терроризме», и сравнил США с нацистской Германией за бомбардировки Югославии в 1999 году.
Согласно словам Галтунга, империя США вызывает «невыносимые страдания и обиды», потому что «эксплуататоры / убийцы / доминирующие / отчужденные и те, кто поддерживает империю США из-за полученных выгод», участвуют в «неравных, неустойчивых, обменных моделях», В статье, опубликованной в 2004 году, Галтунг предсказал, что империя США «упадет и рухнет» к 2020 году. Он расширил эту гипотезу в своей книге 2009 года под названием Падение империи США — и что дальше? Преемники, регионализация или глобализация? Фашизм США или расцвет США?.
Однако упадок империи США не означал упадка республики США, и «освобождение от бремени контроля и поддержания империи … может привести к расцвету республики США». Развивая радио- и телевизионную программу « Демократия сейчас», он заявил, что любит американскую республику и ненавидит американскую империю. Он добавил, что многие американцы поблагодарили его за это заявление во время его лекционных туров, потому что оно помогло им разрешить конфликт между их любовью к своей стране и недовольством её внешней политикой.

### Предсказания
После распада Советского Союза Галтунг сделал несколько предсказаний о том, когда Соединённые Штаты больше не будут сверхдержавой, и эта позиция вызвала некоторое противоречие. В статье, опубликованной в 2004 году, он перечисляет 14 «противоречий», которые могут привести к «упадку и падению» империи США. После начала войны в Ираке он пересмотрел свой прогноз «падения империи США», считая его более неизбежным. Он утверждает, что США пройдут этап фашистской диктатуры на своём пути вниз, и что Патриотический акт является симптомом этого. Он утверждает, что выборы Джорджа У. Буша стоили империи США пять лет, хотя он признает, что эта оценка была установлена несколько произвольна. Теперь он устанавливает дату окончания Американской Империи в 2020 году, но не Американскую Республику. Подобно Великобритании, России и Франции, он говорит, что Американской Республике будет лучше без Империи.

## Критика
Критика Брюса Бауэра и Барбары Кей
Некоторые высказывания и взгляды Галтунга вызывали критику, особенно его критика западных стран во время и после холодной войны и то, что его критики воспринимали как позитивное отношение к Советскому Союзу, Кубе и коммунистическому Китаю. В 2007 году статья Брюса Бавера, опубликованная в журнале City Journal и последующая статья в феврале 2009 года Барбары Кей в « Национальной почте» подвергли критике некоторые высказывания Галтунга, в том числе его мнение о том, что, хотя коммунистический Китай был «репрессивным в определённом либеральном смысле», — Мао Цзэдун был «бесконечно освобождающим, если смотреть со многих других точек зрения, которых либеральная теория никогда не понимала». Называя Галтунга «пожизненным врагом свободы», Бауэр утверждал, что Галтунг препятствовал венгерскому сопротивлению советскому вторжению в 1956 году, и критиковал его описание в 1974 году Александра Солженицына и Андрея Сахарова как «преследуемых элитных персонажей».